# Emlékirat

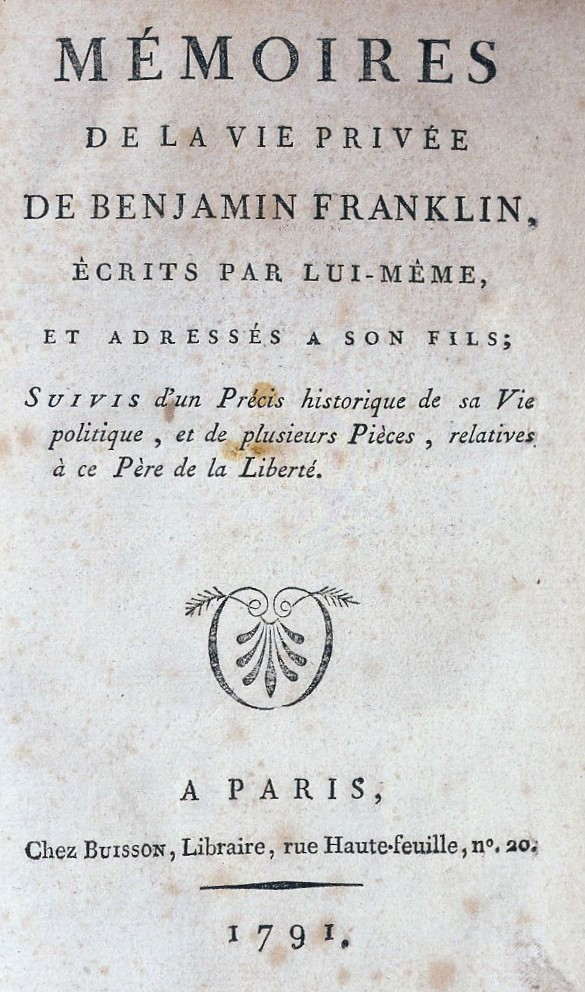
Benjamin Franklin emlékiratai

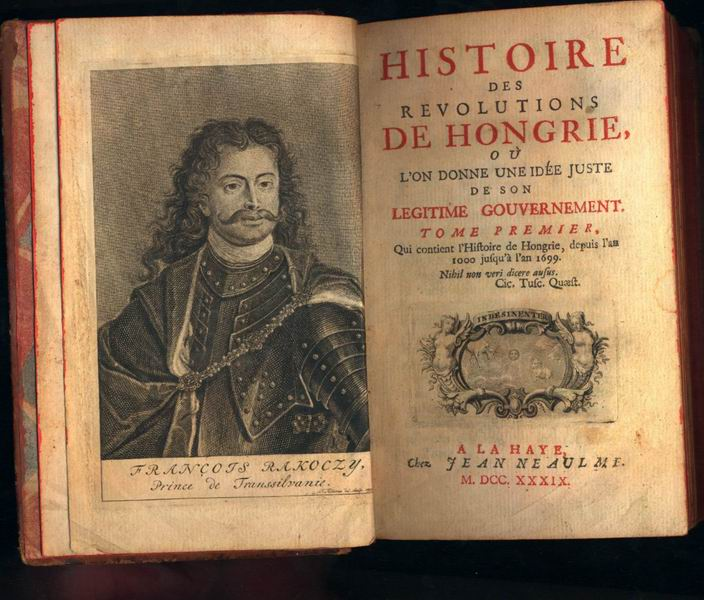
Rákóczi emlékiratainak 1739-ben, Hágában megjelent első kiadása

A memoár (magyarul emlékirat), egy prózai, epikus műfaj; közzétett önéletrajz. Jelentős darabjainak jórésze a szépirodalom része.
Az emlékiratszerző önmagáról és az általa átélt társadalmi eseményekről, emberi kapcsolatairól, más ismert személyek tetteiről, hozzájuk fűződő cselekedeteiről, és azok általa ismert cselekedeteiről, az ezekhez kapcsolódó saját álláspontjáról számol be. A memoáríró vállalja saját szubjektív szemléletet.
A memoár nélkülözhetetlen forrása a történetírásnak, a művészettörténetnek, az irodalomtörténetnek is. Ugyanakkor – éppen szubjektivitása, gyakran önigazoló jellege miatt – tudományos felhasználása szigorú forráskritikát igényel.
Az emlékirat különbözik az önéletrajztól abban, hogy elsősorban a közélet eseményeire koncentrál, a naplótól pedig kevésbé személyes és intim jellege miatt. Az emlékiratokat általában az utókornak írják.

## A műfaj eredete
A memoárírás már az ókorban megjelent. Az első híres memoárok: Xenophón: Anabaszisz, Caius Iulius Caesar: A gall háború. A legtöbb középkori krónika is emlékiratnak tekinthető. A műfaj a reneszánsz időszakában indult virágzásnak.

## Jeles képviselői
- Jean-Jacques Rousseau
- Louis de Rouvroy Saint-Simon
- Alexis de Tocqueville
- Richelieu bíboros
- Madame de Staël
- Giacomo Casanova
- Victor Hugo
- Lev Nyikolajevics Tolsztoj

## A magyar memoárirodalom
Ha azt hinném, hogy az emberi szellem sugallásai vezetnek - ó, Örök Igazság! -, bűnös vakmerőség volna neked ajánlani ezt a munkát. Mert a múltat, a jelent és a jövőt sokkal jobban ismered, mint én, s ezért őrültségnek tekinteném, ha eltitkolnám előtted a tényeket, és bűnnek, ha hamis színben tüntetném fel azt, amit majd előadok. II. Rákóczi Ferenc: Emlékiratok
- Martonfalvay beteges Imre deák szolgálatjárul rövidedőn való emlékezet. – Egyike a legelső magyar önéletírásoknak. (Martonfalvay Imre (Martonfalva, 1510 – Pápa?, 1591 után)
- Bethlen Miklós: Élete leírása magától 1708-1710
- II. Rákóczi Ferenc emlékiratai, 1717
- Gróf Bethleni Bethlen Kata életének maga által való rövid leírása – 1762
- Kemény János erdélyi fejedelem: Önéletírás (1657–1658)
- Kazinczy Ferenc: Fogságom naplója. Budapest 1931.
- Kazinczy Ferenc: Pályám emlékezete. In: Kazinczy Ferenc művei I. Budapest, 1979.
- Kassák Lajos: Egy ember élete, Bp. 1983.
- Vas István: Mért vijjog a saskeselyű? Bp. 1981.
- Karinthy Ferenc: Napló, Bp. 1993.
- Horthy Miklós: Emlékirataim, Buenos Aires 1953.
- Lakatos Géza: Ahogyan én láttam, München, 1981. Archiválva 2011. október 29-i dátummal a Wayback Machine-ben
- Deme Zoltán: Mikrokozmosz, Bp.1984.
- Ortutay Gyula: Napló, Bp. 2009